# Taeko Kawasumi
Taeko Kawasumi (jap. 河角 多恵子, Kawasumi Taeko) ist eine ehemalige japanische Fußballspielerin.

## Karriere
Kawasumi absolvierte ihr erstes Länderspiel für die japanischen Nationalmannschaft am 3. Juni 1988 gegen Tschechoslowakei. Insgesamt bestritt sie zwei Länderspiele für Japan.